# Třída Lagrange
Třída Lagrange byla třída ponorek francouzského námořnictva. Celkem byly postaveny čtyři jednotky této třídy. Francouzské námořnictvo je provozovalo v letech 1918–1937. Byly to největší a nejvýkonnější francouzské ponorky své doby.

## Pozadí vzniku
Celkem byly postaveny čtyři jednotky této třídy. Stavba tří ponorek byla schválena v programu pro rok 1913 a čtvrté v programu pro rok 1914. Představovaly vylepšenou verzi ponorek třídy Dupuy de Lôme. Jejich vývoj vedl M. Hutter. Původně je měly pohánět dvě parní turbíny o výkonu 4000 hp, ale nakonec od toho bylo upuštěno a byly vybaveny diesely. Jejich turbíny dostala avíza třídy Marne. Stavbu zajistily francouzské loděnice Arsenal de Rochefort v Rochefortu a Arsenal de Toulon v Toulonu. Kýly ponorek byly založeny v letech 1913–1914. Jejich stavba se značně protáhla. První dvě jednotky byly do služby přijaty roku 1918 a ostatní je následovaly v letech 1921 a 1924.
Jednotky třídy Lagrange:
| Jméno            | Loděnice             | Založení kýlu | Spuštěn         | Vstup do služby | Osud           |
| ---------------- | -------------------- | ------------- | --------------- | --------------- | -------------- |
| Laplace (Q111)   | Arsenal de Rochefort | 1913          | 12. srpna 1919  | 1921            | Vyřazena 1937. |
| Lagrange (Q112)  | Arsenal de Toulon    | 1913          | 31. května 1917 | únor 1918       | Vyřazena 1935. |
| Regnault (Q113)  | Arsenal de Toulon    | 1913          | 25. června 1924 | 1924            | Vyřazena 1937. |
| Romazotti (Q114) | Arsenal de Toulon    | 1914          | 31. března 1918 | září 1918       | Vyřazena 1935. |

## Konstrukce

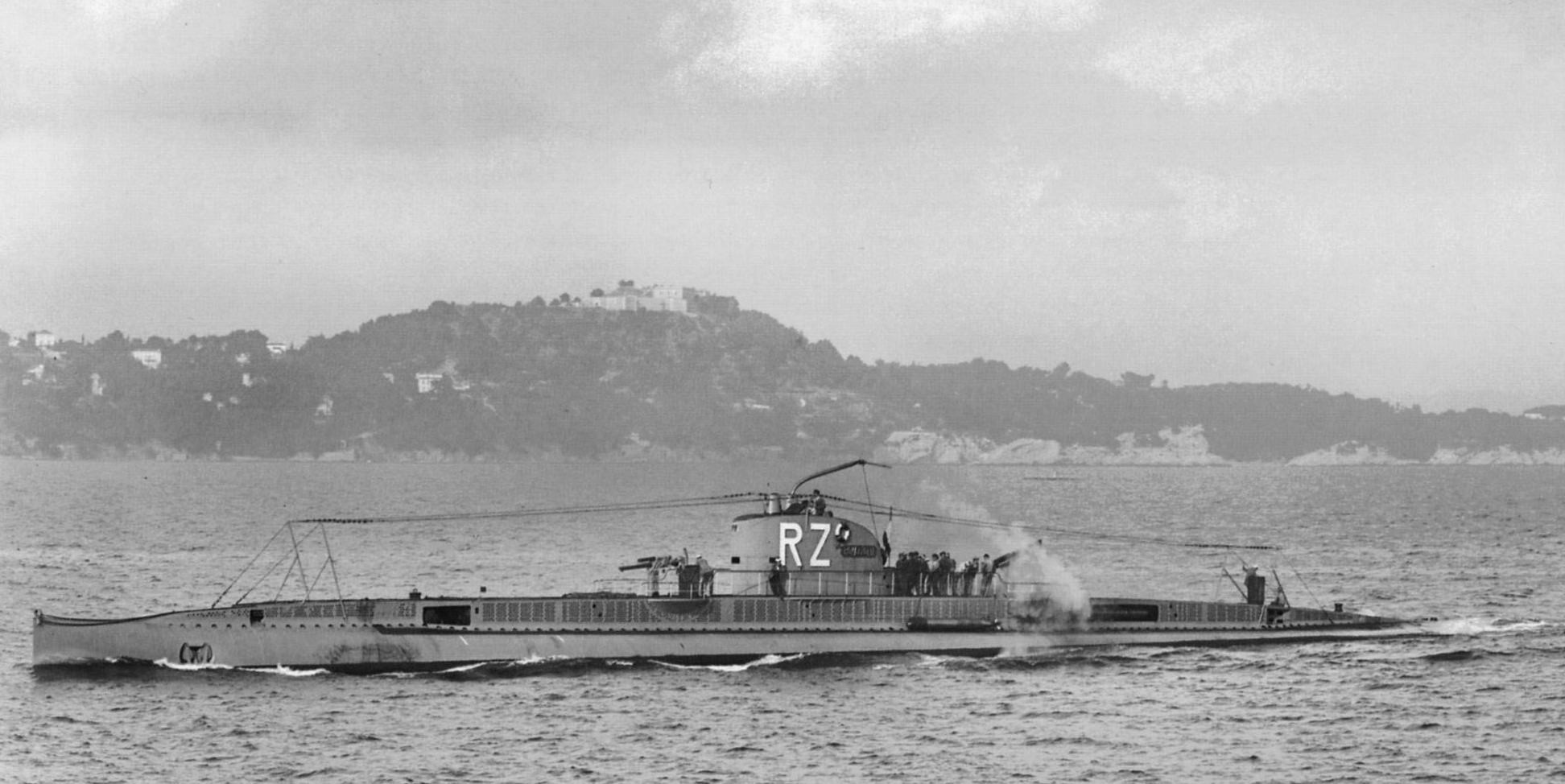
Romazotti

Výzbroj představovaly dva 75mm/35 kanóny M1897 a osm 450mm torpédometů se zásobou deseti torpéd. Pohonný systém tvořily dva vznětové motory Sulzer o výkonu 2600 hp pro plavbu na hladině a dva elektromotory o výkonu 1640 hp pro plavbu pod hladinou. Lodní šrouby byly dva. Nejvyšší rychlost dosahovala 16,5 uzlu na hladině a jedenáct uzlů pod hladinou. Dosah byl 4300 námořních mil při rychlosti 10 uzlů na hladině a 125 námořních mil při rychlosti pět uzlů pod hladinou. Operační hloubka ponoru dosahovala padesát metrů.